# 短葶报春
短葶报春（学名：[Primula breviscapa] 错误：{{Lang}}：文本有斜体标记（帮助））为报春花科报春花属下的一个种。

## 扩展阅读
- 維基物種上的相關：短葶报春